# المخاض الخلفي

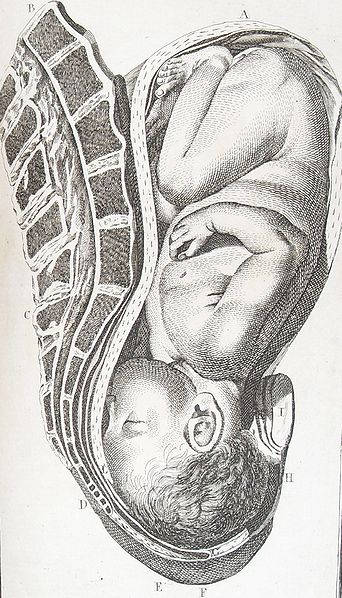
وضع الجنين الطبيعي (القذالي الأمامي)؛ قد يحدث المخاض الخلفي إذا واجه الجنين الاتجاه المعاكس (القذالي الخلفي).

مخاض الظهر هو مصطلح يشير إلى الإحساس بالألم أو الانزعاج الذي يحدث في أسفل الظهر، فوق العصعص، للأم أثناء الولادة.
يمكن ملاحظة المخاض الخلفي عندما يكون الطفل متجهاً لأعلى في قناة الولادة (القذالي الخلفي)، وليس متجهًا للأسفل، بحيث يتم دفع الجزء الخلفي من جمجمة الطفل (العظم قذالي) ضد عظمة الأم. ولكن يمكن أن يحدث المخاض الخلفي أيضًا عندما لا يكون الطفل في هذا الوضع. غالبًا ما يُلاحظ عدم الراحة أنه مؤلم بشدة، وقد لا يخف تمامًا بين الانقباضات.
لا يمكن التنبؤ مسبقًا بما إذا كانت المخاض سيحدث أم لا. تختلف التقارير عن عدد الأمهات اللاتي يعانين من الولادة الخلفية، الرغم من أن التقديرات في نطاق 30% شائعة.
تشمل الإجراءات التي تم اقتراحها لتحسين المخاض في الظهر النشاط البدني وتغيير المواقف. وفرك الظهر والتدليك بالماء وتطبيق السخونة أو البرودة على أسفل الظهر لعمل كرة الولادة. والأدوية بما في ذلك التخدير فوق الجافية. أشارت بعض الأبحاث إلى أن حقن الماء المعقم في أسفل الظهر قد يساعد في تخفيف الألم، ولكن لا يوجد إجماع على أنه يساعد بالفعل.

## انظر أيضاً

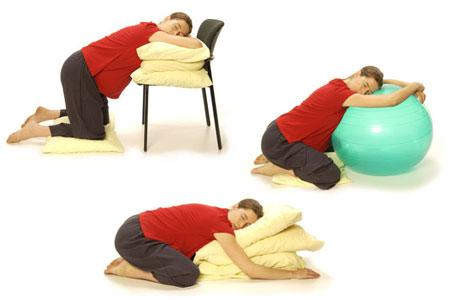
يمكن أن يكون المخاض الخلفي مؤلمًا. يمكن البحث عن الراحة عن طريق محاولة إيجاد وضع مريح أو استخدام كرة الولادة.